# انتخابات سراسری شیلی (۲۰۲۱)
انتخابات سراسری شیلی (انگلیسی: 2021 Chilean general election) در ۲۱ نوامبر ۲۰۲۱ شامل انتخابات ریاست‌جمهوری، پارلمانی و منطقه‌ای برگزار شد. دور دوم انتخابات ریاست‌جمهوری در ۱۹ دسامبر برگزار شد.

## دور اول انتخابات
رای‌دهندگان در دور اول برای انتخاب مناصب زیر به پای صندوق‌های رای رفتند:
- رئیس‌جمهور برای یک دوره چهار ساله
- ۲۷ نفر از ۵۰ عضو سنا برای یک دوره هشت ساله در کنگره ملی.
- ۱۵۵ عضو مجلس نمایندگان برای یک دوره چهار ساله در کنگره ملی.[۱]
- ۳۰۲ عضو هیئت مدیره منطقه‌ای برای یک دوره سه ساله.[۲]

تمام مقامات منتخب جدید در ۱۱ مارس ۲۰۲۲ دوره خود را آغاز خواهند کرد.

## دور دوم انتخابات ریاست جمهوری
هفت نامزد در انتخابات ریاست جمهوری شرکت کردند. خوزه آنتونیو کاست، از حزب جمهوری‌خواه و کاندیدای ائتلاف جبهه سوسیال مسیحی، بیشترین آرا را در دور اول کسب کرد. در دور دوم در ۱۹ دسامبر او با گابریل بوریک، از همگرایی اجتماعی و نامزد ائتلاف «کرامت را تأیید کنید» روبرو شد. در سایه قانون اساسی فعلی شیلی، این اولین بار بود که هیچ‌کدام از کاندیداهای دور دوم از هیچ‌یک از ائتلاف‌های تاریخی غالب نبودند. در دور دوم انتخابات بوریچ پیروز شد و شکست کاست طی مدت کوتاهی پس از بسته شدن نظرسنجی اعلام شد.

## نظام انتخاباتی

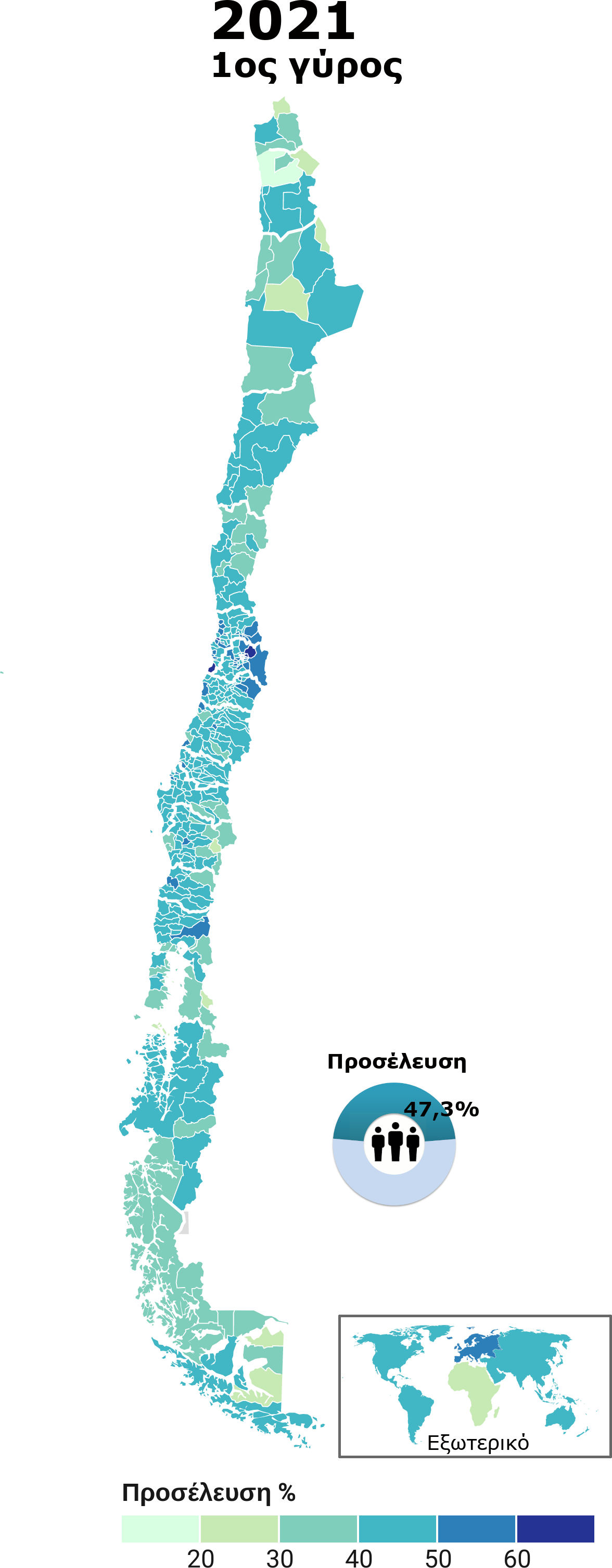
تقسیم‌بندی انتخاباتی شیلی

در شیلی رئیس‌جمهور با استفاده از نظام انتخاباتی دومرحله‌ای برگزیده می‌شود. اگر هیچ‌یک از نامزدها اکثریت آرا را در دور اول کسب نکند، دور دوم برگزار می‌شود.
پس از انتخابات سال ۲۰۱۵ اصلاحاتی در شیوه برگزاری انتخابات وضع شد. به دنبال این اصلاحات در سال ۲۰۱۷ اعضای سنا از ۳۸ به ۴۳ افزایش یافت که در انتخابات اخیر به ۵۰ رسید.
در کنگره ملی، ۱۵۵ عضو مجلس نمایندگان از ۲۸ حوزه انتخابیه با بین سه تا هشت کرسی با لیست باز نمایندگی تناسبی انتخاب می‌شوند. کرسی‌ها به روش هوندت اختصاص داده می‌شود. ۵۰ عضو سنا برای دوره‌های هشت ساله انتخاب می‌شوند و در هر انتخابات سراسری حدود نیمی از سناتورها تجدید می‌شوند. سناتورها از ۱۶ حوزه انتخابیه چند نفره از بین دو تا پنج کرسی بر اساس مناطق انتخاب می‌شوند. در انتخابات ۲۰۲۱، ۲۷ عضو به نمایندگی از مناطق آنتوفاگاستا، بیوبیو، کوکیمبو، ا. هیگینز، لوس لاگوس، لوس ریوس، ماژلان و منطقه کلان‌شهری سانتیاگو، مشخص خواهند شد.

## نامزدهای ریاست جمهوری

### خلاصه نامزدها
در زیر لیستی از نامزدهای پذیرفته شده در انتخابات برای ریاست جمهوری در ۲۷ اوت ۲۰۲۱ فهرست شده است. نامزدی بوریک و سیشل پس از اعلام برنده شدن در انتخابات مقدماتی مربوط توسط دیوان انتخابات به‌طور خودکار پذیرفته شد.
| نامزدها                         | تایید | ایدئولوژی                            |
| ------------------------------- | --- | ------------------------------------ |
| گابریل بوریک همگرایی اجتماعی    | آپروبو دیگنیداد - همگرایی اجتماعی - مشترک - فدراسیون منطقه‌گرای سبز اجتماعی - حزب کمونیست - انقلاب دموکراتیک - اقدام انسان دوستانه - نیروی مشترک - جنبش متحد | - سوسیالیسم دموکراتیک - ترقی خواهی   |
| خوزه آنتونیو کست حزب جمهوریخواه | جبهه سوسیال مسیحی - حزب جمهوریخواه - حزب محافظه کار مسیحی                                                                                                   | - محافظه کار - پوپولیسم جناح راست    |
| یاسنا پرووست حزب دموکرات مسیحی  | پیمان اجتماعی جدید - حزب دموکرات مسیحی - شهروندان - حزب لیبرال - حزب دموکراسی - حزب رادیکال - حزب سوسیالیست - تعامل جدید - شیلی جدید                        | - سوسیال دموکراسی - سوسیال لیبرالیسم |